# 沙狐
沙狐（學名：Vulpes corsac；英文：Corsac Fox），亦稱東沙狐，食肉目犬科狐属。春末夏初產子，每年一胎，通常每胎3～6隻。2歲性成熟。壽命約6年。

## 分布

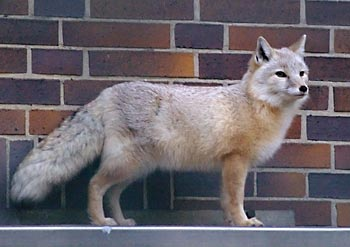
柏林動物園的沙狐

主要分布於中國（新疆、青海、甘肅、寧夏、內蒙古、西藏）、蒙古、外貝加爾、阿富汗、尼泊爾等地區。

## 特徵
體長約50～60厘米，尾長約25～35厘米，體重約2～3公斤。四肢短，耳大而尖，基部（Base）寬。背部呈淺棕灰色或淺紅褐色，腹部呈淡白色或淡黃色。

## 習性
主要棲息於開闊的草原和半沙漠地帶，夜間活動，共同生活在一個巢穴內。以小型齧齒類動物為食，也捕食鳥類、蜥蜴和昆蟲。1～3月發情。妊娠期50～60天。

## 亞種
此種狐狸含有三個亞種：
- Vulpes corsac corsac
- Vulpes corsac kalmykorum
- Vulpes corsac turkmenicus

## 外部連結
- （英文）Corsac Fox